# St. Andreas (Andervenne)

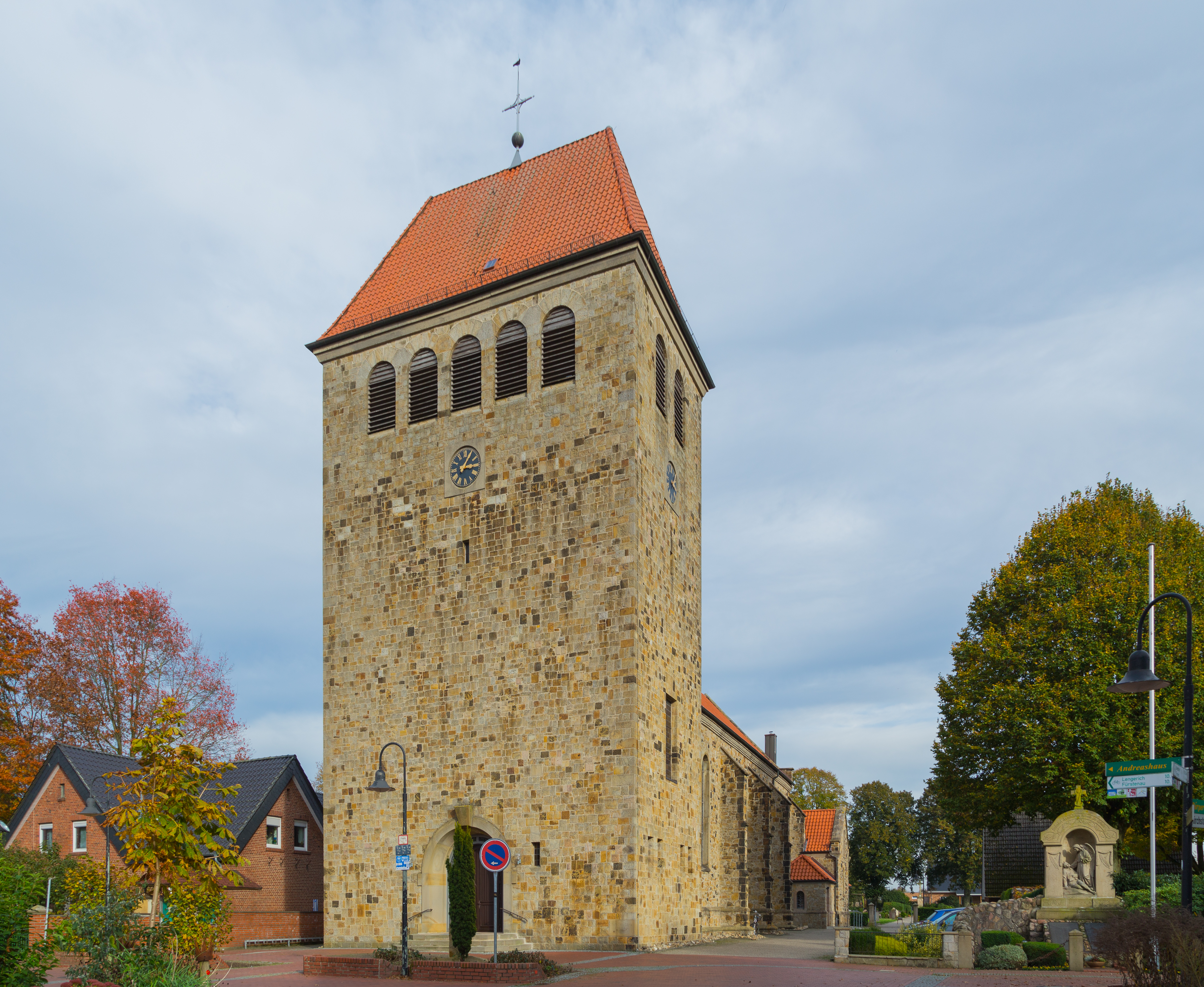
St.-Andreas-Kirche

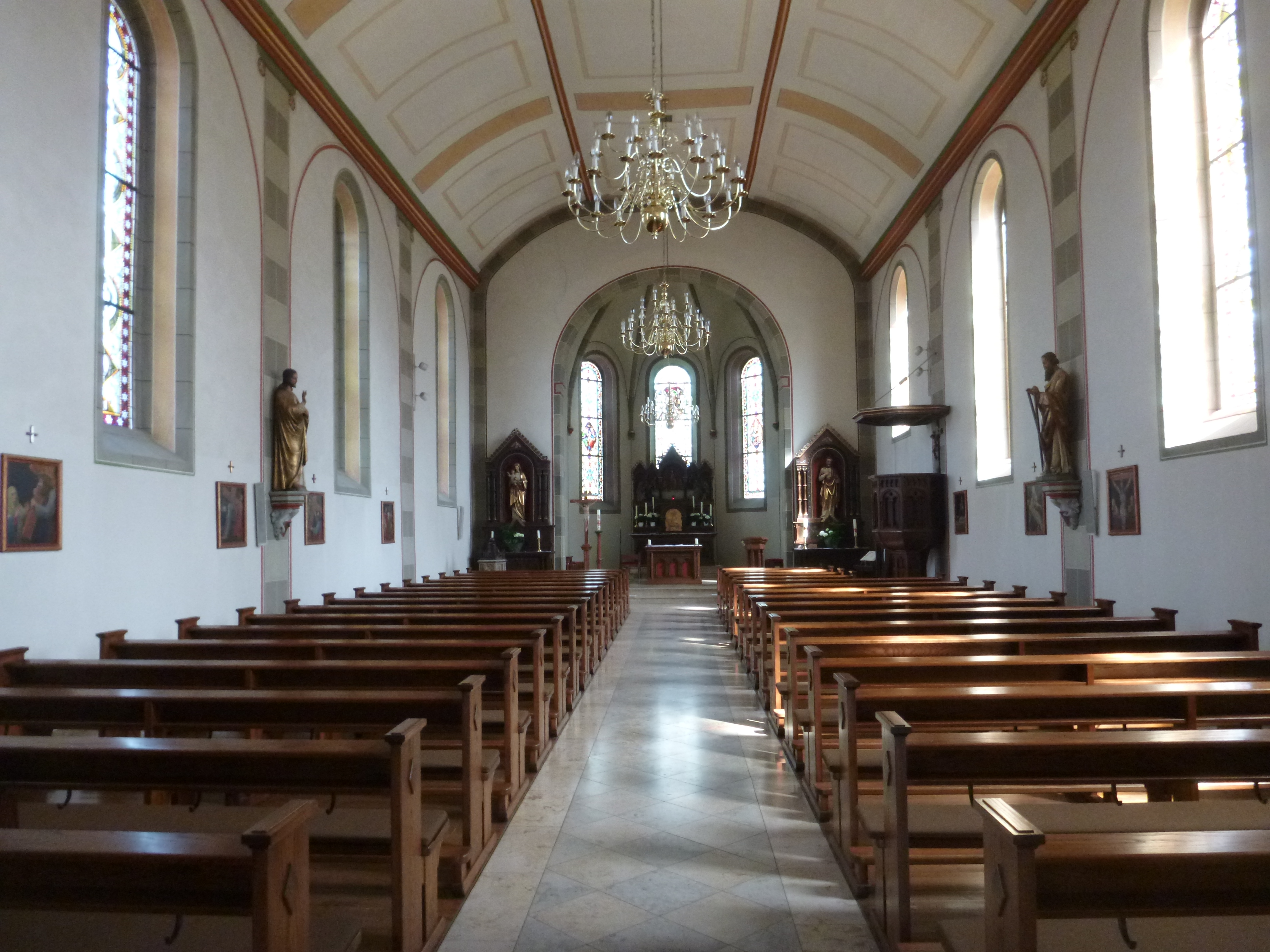
Inneres

St. Andreas ist die römisch-katholische Kirche in Andervenne, einer Gemeinde im Landkreis Emsland im Westen von Niedersachsen. Die nach dem heiligen Andreas benannte Kirche gehört Pfarreiengemeinschaft Freren mit Sitz in Freren, im Dekanat Emsland-Süd des Bistums Osnabrück. Das Kirchengebäude steht als Baudenkmal unter der ID 35900577 unter Denkmalschutz.

## Geschichte
Gegen Ende des 19. Jahrhunderts entschlossen sich die Einwohner von Andervenne gegen den Widerstand des Bischofs zum Bau eines eigenen Gotteshauses. Die Grundsteinlegung erfolgte am 26. Juni 1884, und bis 1886 war das Bauwerk fertiggestellt.
Erst am Donnerstag, den 14. September 1893 fand in der St.-Andreas-Kirche die erste Heilige Messe statt. Der Bischof erlaubte zu dieser Zeit in Andervenne nur Werktagsmessen. Ab 1895 wurden auch Sonntagsmessen gefeiert.
1899 bekam die St.-Andreas-Kirche einen eigenen Geistlichen. 1911 wurde in Andervenne eine Kuratiegemeinde gegründet, von diesem Jahr an wurden in Andervenne auch Kirchenbücher geführt. 1921 folgte die Erhebung der Kuratie zur Pfarrgemeinde.
1952 begann mit der Grundsteinlegung der Bau des Kirchturms. Bis 1981 hatte die St.-Andreas-Kirche noch einen eigenen Geistlichen, dann wurde sie gemeinsam mit der St.-Vitus-Kirche in Freren seelsorglich versorgt und mit ihr zu einem Gemeindeverbund zusammengeschlossen. 2006 kamen die St.-Marien-Kirche in Suttrup und die St.-Georg-Kirche in Thuine zum Gemeindeverbund hinzu, 2008 kamen noch die St.-Servatius-Kirche in Beesten und die St.-Antonius-Kirche in Messingen hinzu und die heutige Pfarreiengemeinschaft Freren war vollständig.